# 후다닥
후다닥은 애니메이션 빼꼼의 등장인물이다.
해외판 이름은 잭(Zack)이다.

## 소개
수컷 도마뱀이다. 캐릭터들 중 성격이 난폭하고 원숭이 울음소리를 낸다.(2기부터는 원숭이 소리를 내지 않는다.) 빼꼼에게 잡혔을 때도 등장하는 애니메이션이 아동용이기 때문인지 꼬리를 자르지 못한다.
친구들(빼꼼, 꽁꽁, 도도)과는 앙숙 관계이며, 특히 빼꼼과 라이벌이고, 그나마 도도에게는 친숙함을 보이는 라이벌인 빼꼼과 달리 도도를 가장 싫어한다.

## 행적
- 처음 등장한 에피소드만 작성한다.

### 1기
복수혈전: 기둥 속에 들어가서 못 나오는 척하는 모습으로 첫 등장. 빼꼼이 구해주다가 그의 황금 생선 상을 훔쳐간다. 빼꼼이 배신했다고 느끼고 그를 쫓아가자 오히려 빼꼼을 공격하고, 빼꼼은 복수를 다짐한다. 이에 자신에게 복수하러 온 빼꼼에게 몸으로 부딪히는 공격을 하려다 실패했고, 빼꼼에게 벽돌을 던지자 빼꼼은 모두 벽돌을 파괴했다. 빼꼼은 후다닥이 던진 황금 생선 상을 박살내고 오열해 그에게 달려들다가 가로등을 쓰러뜨렸지만, 마지막에 다가온 경찰에게 걸려버린다.

### 2기
번지점프: 빼꼼의 아이스크림을 갑자기 빼앗아 버린다. 빼꼼은 피사의 사탑에서 번지점프하여 아이스크림을 그에게서 되찾는 데 성공했으나, 넘어지는 피사의 사탑에 깔려버리고 만다.

### 3기
윈드서핑: 빼꼼과 같이 윈드서핑을 하는 것으로 등장한다.

## 기타
- 1기에서 냈던 원숭이 소리는 2기 41화에서 원래 소리를 가진 원숭이들에게 넘어갔다.
- 운전하는 차는 포르쉐 911이다.